# Liré
Liré est une ancienne commune française située dans le département de Maine-et-Loire, en région Pays de la Loire, devenue le 15 décembre 2015 une commune déléguée au sein de la commune nouvelle d'Orée d'Anjou.
Village rural d'Anjou. Liré est une localité du nord des Mauges. C'est aussi la localité d'origine de Joachim Du Bellay.

## Géographie

### Localisation
Située sur la rive gauche de la Loire, Liré est en limite du Maine-et-Loire et de la Loire-Atlantique, à 2 km au sud d'Ancenis, 35 km à l'est de Nantes et 50 km à l'ouest d'Angers.
Les communes limitrophes sont Ancenis et Vair-sur-Loire en Loire-Atlantique, Bouzillé, Le Fuilet, Saint-Laurent-des-Autels et Drain en Maine-et-Loire.
Le Pont suspendu d'Ancenis traverse la Loire depuis Liré pour atteindre la commune d'Ancenis.
Selon le classement établi par l'Insee en 1999, Liré est une commune rurale multipolarisée, notamment par l'aire urbaine d'Ancenis, et qui fait partie de l’espace urbain de Nantes-Saint-Nazaire.

### Topographie, paysage, relief
D'une superficie de près de 32 km2 (3 181 hectares), son altitude varie de 5 à 105 mètres, pour une altitude moyenne de 55 mètres.

### Climat
Son climat est tempéré, de type océanique. Le climat angevin est particulièrement doux, du fait de sa situation entre les influences océaniques et continentales. Généralement les hivers sont pluvieux, les gelées rares et les étés ensoleillés.
Compte tenu de sa proximité avec la Loire, les brouillards y sont nombreux.

### Hydrographie
Outre la Loire qui forme la limite Nord de la commune, on trouve sur la commune le ruisseau des Robinets et la Boire des Filières.

### Protections sur la commune
Outre des protections sur des bâtiments (monuments historiques), la commune figure à l'inscription de :
- Natura 2000 pour la zone de la vallée de la Loire de Nantes aux Ponts-de-Cé et zones adjacentes ;
- inventaires des Zones importantes pour la conservation des oiseaux (vallée de la Loire de Nantes à Montsoreau) et Zones naturelles d'intérêt écologique floristique et faunistique (lit mineur, berges et îles de Loire entre les Ponts-de-Cé et Saint-Florent-le-Vieil, zone bocagère entre Champtoceaux et Saint-Florent-le-Vieil, vallée de la Loire à l'amont de Nantes, landes du Fuillet, vallée du ruisseau des Robinets, forêt de la Foucaudière) ;
- eaux et milieux aquatiques pour les Zones humides d'importance nationale (Loire entre Maine et Nantes).

### Voies de communication et transports
Liré est à proximité de l'autoroute A11 qui relie Nantes à Paris, au nord d'Ancenis à la sortie no 20.
La gare SNCF la plus proche est à Ancenis, à cinq kilomètres.

## Urbanisme

### Logements
En 2007, on dénombrait à Liré 1 095 logements dont 980 résidences principales soit 89,5 % de l'ensemble des logements, 44 résidences secondaires et 71 logements vacants. Sur l'ensemble de ces logements, on dénombrait 1 012 logements individuels, soit 92,4 % et 81 logements dans un immeuble collectif, soit 7,4 %.

## Toponymie
Liré était connue sous les appellations Liriacus en 1070 et Lireium en 1118. Elle est attestée sous sa forme latine Liriacum  en 1123 .

## Histoire

### Préhistoire et Antiquité
Trois menhirs existaient sur la commune, tous disparus en 1857. Au pied du coteau ont été retrouvées des monnaies romaines, de même au lieu-dit Les Léards, où ont été trouvés en 1891 une monnaie d'Antonin le Pieux (86-161) ainsi que des fragments de poteries et des briques à crochets.

### Moyen Âge
Au Xe siècle, les moines de Marmoutier créèrent un prieuré, qui fonda l’emplacement actuel de la ville. Une charte du seigneur de Liré datant de 1221 fixe les droits respectifs des moines, du seigneur et des habitants du bourg.
Le fief de Liré appartenait à la famille de Champtoceaux jusqu'à Mathieu de Liré en 1221, puis à Jean d'Avoir en 1228, probablement par mariage. La famille d'Avoir s'éteint à la fin du XIVe siècle et transmet aux Bueil. Avant 1437, la terre passe aux Chabot-Chantemerle (par l'union de Perceval Chabot, cousin issu de germain de Renaud, avec Jeanne de L'Isle-Bouchard, vicomtesse du Grand-Montrevault, dame de Liré, Gonnor et Thouarcé, sœur cadette de Catherine : Jeanne et Catherine étaient les filles de Jean de L'Isle-Bouchard et Jeanne de Bueil). Par mariage, l'arrière-petite-fille de Perceval et Jeanne, Renée Chabot (vers1490-vers 1530), apporte Liré à Jean Du Bellay, petit-cousin du cardinal Jean du Bellay. Leur fils aîné, René, dilapide la fortune de la famille. Un autre fils, Joachim Du Bellay, devient le fameux poète de la Pléiade. Au début du XVe siècle, La Turmelière est rattachée à Liré : voir la suite des seigneurs de Liré — les du Breil puis les La Bourdonnaye par mariage et donc succession des Du Bellay ; les Thoinnet par acquisition en janvier 1772 — à l'article consacré à La Turmelière.

### Ancien régime
La paroisse de Liré dépendait du diocèse de Nantes et du doyenné de Clisson. Elle dépendait en revanche du présidial, de la sénéchaussée et de l'élection d'Angers, ainsi que du grenier à sel de Saint-Florent-le-Vieil. Liré était marche avantagère à la Bretagne sur l'Anjou.

### Révolution
Une partie de l'armée vendéenne franchit la Loire à Liré lors de la Virée de Galerne. Les 16 et 17 mars 1794, les soldats républicains de la colonne de Cordellier massacrent 102 habitants de Liré.

### Depuis leXXesiècle
En 2014, un projet de fusion de l'ensemble des communes de l'intercommunalité  au sein d'une commune nouvelle se dessine. L'ensemble des conseils municipaux se sont prononcés favorablement au projet de cette nouvelle entité entre le 1er et le 8 juillet 2015, laquelle fut baptisée Orée d'Anjou.

## Politique et administration

### Administration municipale

#### Administration actuelle
Depuis le 15 décembre 2016, Liré constitue une commune déléguée au sein de la commune nouvelle de Orée d'Anjou et dispose d'un maire délégué.
| Période                                  | Période      | Identité              | Étiquette | Qualité |
| ---------------------------------------- | ------------ | --------------------- | --------- | ------- |
| décembre 2015                            | mai 2020     | Jean-Pierre Moreau    |           |         |
| mai 2020                                 | juillet 2022 | Cécile Dreux-Pougnand |           |         |
| juillet 2022                             | En cours     | Claude Guimas         |           |         |
| Les données manquantes sont à compléter. |              |                       |           |         |

#### Administration ancienne
Liré est une commune du département de Maine-et-Loire (région Pays de la Loire). La commune comptant plus de 2 499 et moins de 3 500 habitants, son conseil municipal est constitué de 23 élus.
| Période                                  | Période                | Identité             | Étiquette | Qualité                 |
| ---------------------------------------- | ---------------------- | -------------------- | --------- | ----------------------- |
| Les données manquantes sont à compléter. |                        |                      |           |                         |
| avant 1947                               | septembre 1952 (décès) | M. Bossé             |           |                         |
| mai 1953                                 | mars 1965              | Marcel Toublanc      |           |                         |
| mars 1965                                | mars 1983              | Bernard Chavanon     |           |                         |
| mars 1983                                | juin 1995              | Jean-Baptiste Sécher |           | Agriculteur             |
| juin 1995                                | mars 2014              | Gilles Collin        | DVD       | Administrateur de biens |
| mars 2014                                | décembre 2015          | Jean-Pierre Moreau   | DVD       | Retraité                |

### Ancienne situation administrative

#### Intercommunalité
La commune est intégrée en 2015 à la communauté de communes du canton de Champtoceaux, qui regroupe les neuf communes du canton. L'intercommunalité était elle-même membre du syndicat mixte pays des Mauges, structure administrative d'aménagement du territoire qui regroupait sept communautés de communes : Bocage, Champtoceaux, Montrevault, St-Florent-le-Vieil, Centre-Mauges, région de Chemillé et Moine-et-Sèvre.
La création de la commune nouvelle d'Orée d'Anjou entraîne sa suppression à la date du 15 décembre 2015, avec transfert de ses compétences à la commune nouvelle

#### Autres circonscriptions
Jusqu'en 2014, Liré fait partie du canton de Champtoceaux et de l'arrondissement de Cholet. Le canton de Champtoceaux groupe alors neuf communes, dont Bouzillé, Liré, Saint-Laurent-des-Autels et Drain. C'est l'un des quarante-et-un cantons que compte le département ; circonscriptions électorales servant à l'élection des conseillers généraux, membres du conseil général du département. Dans le cadre de la réforme territoriale, un nouveau découpage territorial pour le département de Maine-et-Loire est défini par le décret du 26 février 2014. La commune est alors rattachée au canton de La Pommeraye, avec une entrée en vigueur au renouvellement des assemblées départementales de 2015.
La commune fait partie de la sixième circonscription de Maine-et-Loire, composée de six cantons dont Champtoceaux et Saint-Florent-le-Vieil.

### Jumelages
Au 7 juin 2011, Liré n'a conclu aucun accord de jumelage.

## Population et société

### Démographie

#### Évolution démographique
Dans son Dictionnaire historique, géographique et biographique de Maine-et-Loire, Célestin Port livre le compte de la population de Liré sous l'Ancien Régime. La population est exprimée en « feux », c'est-à-dire en foyers de famille. Pour estimer le nombre d'habitants, il faut appliquer un coefficient multiplicateur d'environ 5.
| 1683            | 1688     | 1700     | 1720                     |
| --------------- | -------- | -------- | ------------------------ |
| 900 communiants | 266 feux | 230 feux | 240 feux, 1110 habitants |

L'évolution du nombre d'habitants est connue à travers les recensements de la population effectués dans la commune depuis 1793. À partir du 1er janvier 2009, les populations légales des communes sont publiées annuellement dans le cadre d'un recensement qui repose désormais sur une collecte d'information annuelle, concernant successivement tous les territoires communaux au cours d'une période de cinq ans. 
Pour les communes de moins de 10 000 habitants, une enquête de recensement portant sur toute la population est réalisée tous les cinq ans, les populations légales des années intermédiaires étant quant à elles estimées par interpolation ou extrapolation. Pour la commune, le premier recensement exhaustif entrant dans le cadre du nouveau dispositif a été réalisé en 2007,.
En 2013, la commune comptait 2 494 habitants, en évolution de +4,09 % par rapport à 2008 (Maine-et-Loire : +3,3 %, France hors Mayotte : +2,49 %).
| 1793  | 1800  | 1806  | 1821  | 1831  | 1836  | 1841  | 1846  | 1851  |
| ----- | ----- | ----- | ----- | ----- | ----- | ----- | ----- | ----- |
| 2 215 | 1 463 | 1 576 | 1 923 | 2 019 | 2 031 | 2 059 | 2 207 | 2 220 |

| 1856  | 1861  | 1866  | 1872  | 1876  | 1881  | 1886  | 1891  | 1896  |
| ----- | ----- | ----- | ----- | ----- | ----- | ----- | ----- | ----- |
| 2 265 | 2 310 | 2 473 | 2 481 | 2 261 | 2 196 | 2 205 | 2 173 | 2 143 |

| 1901  | 1906  | 1911  | 1921  | 1926  | 1931  | 1936  | 1946  | 1954  |
| ----- | ----- | ----- | ----- | ----- | ----- | ----- | ----- | ----- |
| 2 103 | 2 148 | 2 026 | 1 675 | 1 674 | 1 672 | 1 659 | 1 683 | 1 891 |

| 1962  | 1968  | 1975  | 1982  | 1990  | 1999  | 2007  | 2012  | 2013  |
| ----- | ----- | ----- | ----- | ----- | ----- | ----- | ----- | ----- |
| 1 806 | 1 935 | 2 045 | 2 159 | 2 140 | 2 154 | 2 377 | 2 474 | 2 494 |

#### Pyramide des âges
La population de la commune est relativement âgée. Le taux de personnes d'un âge supérieur à 60 ans (22 %) est en effet supérieur au taux national (21,6 %) et au taux départemental (21 %).	
Contrairement aux répartitions nationale et départementale, la population masculine de la commune est supérieure à la population féminine (50,6 % contre 48,4 % au niveau national et 48,6 % au niveau départemental).	
La répartition de la population de la commune par tranches d'âge est, en 2007, la suivante :	
- 50,6 % d’hommes (0 à 14 ans = 20,1 %, 15 à 29 ans = 19,4 %, 30 à 44 ans = 20,9 %, 45 à 59 ans = 20,4 %, plus de 60 ans = 19,2 %) ;
- 49,4 % de femmes (0 à 14 ans = 19,1 %, 15 à 29 ans = 16,7 %, 30 à 44 ans = 19,6 %, 45 à 59 ans = 19,9 %, plus de 60 ans = 24,7 %).

| Hommes | Classe d’âge | Femmes |
| ------ | ------------ | ------ |
| 0,7    | 90 ans ou +  | 1,4    |
| 6,4    | 75 à 89 ans  | 8,6    |
| 12,1   | 60 à 74 ans  | 14,7   |
| 20,4   | 45 à 59 ans  | 19,9   |
| 20,9   | 30 à 44 ans  | 19,6   |
| 19,4   | 15 à 29 ans  | 16,7   |
| 20,1   | 0 à 14 ans   | 19,1   |

| Hommes | Classe d’âge | Femmes |
| ------ | ------------ | ------ |
| 0,4    | 90 ans ou +  | 1,2    |
| 6,3    | 75 à 89 ans  | 9,2    |
| 11,8   | 60 à 74 ans  | 13,0   |
| 19,9   | 45 à 59 ans  | 19,4   |
| 20,6   | 30 à 44 ans  | 19,5   |
| 20,3   | 15 à 29 ans  | 19,1   |
| 20,6   | 0 à 14 ans   | 18,6   |

### Enseignement
Liré dépend de l'académie de Nantes.
La commune administre une école maternelle et une école élémentaire communales (école Charles-Perrault). Les Liréens disposent également d'une école d'enseignement privé (école de la Coulée-Saint-Joseph).
Les collèges se trouvent à Champtoceaux.

### Manifestations culturelles et festivités
En 1999, à l'occasion du 450e anniversaire de la publication de l’ouvrage de Joachim Du Bellay « La Deffence et Illustration de la Langue Françoyse », ont été créées les « Premières rencontres de Liré ». En 2002, la deuxième édition de ces rencontres a donné naissance aux « Lyriades de la langue française ». Depuis, ces journées de la langue française - Rencontres de Liré sont organisées à Angers, Liré et Ancenis. La septième édition a lieu en  avril 2014.
Tous les ans en août, la fête « Comme dans l'temps » présente la vie à Liré de 1900 à 1950. Elle réunit environ 10 000 personnes. Sa 40e édition a eu lieu en 2017.

### Santé
La commune dispose d'une pharmacie, ainsi que de plusieurs dentistes. On y trouve également une maison de retraite. Le centre hospitalier le plus proche se situe à Ancenis.

### Sports
Les Liréens disposent d'un stade municipal géré par l'association Olympique Liré-Drain, d'un club omnisports et peuvent pratiquer les sports équestres au sein de l'association sportive de l'Etrier du Centaure.

## Économie

### Revenus de la population et fiscalité
En 2008, le revenu fiscal médian par ménage était de 17 858 €,
ce qui plaçait Liré au 13 260e rang  parmi les 31 604 communes de plus de 50 ménages en métropole.

### Emploi, entreprises et commerces
En 2007, hors exploitations agricoles, on comptait soixante-six entreprises dont sept dans l'industrie, onze dans la construction, trente-six dans le commerce, le transport, la réparation automobile et les services divers et douze dans l'administration publique, l'enseignement, la santé et l'action sociale. On compte en tout quatre-cent-quatre-vingt-dix postes salariés sur la commune.

#### Agriculture
On comptait quatre-vingt-dix exploitations agricoles en 2000. Le nombre d'exploitations a diminué entre 1988 et 2000, passant de cent-trente-huit à quatre-vingt-dix. La superficie cultivée a, elle, légèrement diminué dans cette période, passant de 2 409 hectares (moyenne 17 hectares par exploitation) à 2 343 hectares (26 hectares par exploitation). Trente-quatre exploitations élevaient des bovins, le nombre de tête s'élevant à 2861 en 2000, et quarante-et-une des volailles.

#### Appellations sur le territoire
Liste des appellations sur le territoire : 
- AOC AOP Anjou blanc, AOC AOP Anjou gamay, AOC AOP Anjou gamay nouveau ou primeur, AOC AOP Anjou rouge, AOC AOP Cabernet d'Anjou, AOC AOP Cabernet d'Anjou nouveau ou primeur, AOC AOP Rosé d'Anjou, AOC AOP Rosé d'Anjou nouveau ou primeur, AOC AOP Rosé de Loire ;
- AOVDQS AOP Coteaux-d'ancenis Cabernet rosé, AOVDQS AOP Coteaux-d'Ancenis Cabernet rouge, AOVDQS AOP Coteaux d'Ancenis Gamay rosé, AOVDQS AOP Coteaux d'Ancenis Gamay rouge, AOVDQS AOP Coteaux d'Ancenis Malvoisie (ou pinot gris), AOVDQS AOP Coteaux d'Ancenis Pineau de la Loire (ou chenin blanc) ;
- AOVDQS AOP Gros-plant-du-pays-nantais, AOVDQS AOP Gros plant du pays nantais sur lie, AOC AOP Muscadet, AOC AOP Muscadet-coteaux-de-la-loire, AOC AOP Muscadet Coteaux de la Loire sur lie, AOC AOP Muscadet primeur, AOC AOP Muscadet sur lie ;
- AOC AOP Anjou mousseux blanc, AOC AOP Anjou mousseux rosé, AOC AOP Crémant de Loire blanc, AOC AOP Crémant de Loire rosé ;
- IGP Maine-et-Loire blanc, IGP Maine-et-Loire rosé, IGP Maine-et-Loire rouge ;
- IGP Bœuf du Maine, AOC AOP Maine-Anjou, IGP Volailles de Cholet, IGP Volailles d’Ancenis ;
- IGP Mâche nantaise ;
- IGP Brioche vendéenne.

#### Autres équipements et commerces
La commune possède plusieurs commerces, ainsi que plusieurs salles municipales. Une quarantaine d'associations y sont hébergées.

#### Tourisme
Pour le tourisme, la commune est affiliée à la Maison du tourisme basée à Champtoceaux.
Deux sentiers de randonnée parcourent le territoire communal : le sentier « Sur les pas de Du Bellay » permet de visiter en cinq kilomètres les lieux principaux évoquant le poète Joachim du Bellay et sa famille, tandis que le sentier « Vignoble et Vallée » passe parmi les paysages de vignes de la commune. Concernant le tourisme viti-vinicole, deux vignerons accueillent les touristes dans leur domaine. Au niveau hébergement, deux chambres d'hôtes et quatre gîtes se situent sur le territoire de la commune de même qu'un centre d'accueil de 84 lits au château de la Turmelière. On y trouve également une aire de stationnement de camping-cars et trois restaurants.

## Culture locale et patrimoine

### Lieux et monuments

#### Sites inventoriés
- Les vestiges de l'ancien château de la Turmelière des XVIe et XVIIe siècles, où est né Joachim du Bellay, ont été inscrits à l'inventaire des monuments historiques le 18 octobre 1941[39].
- L'église paroissiale Notre-Dame, construite en 1822, est inscrite au pré-inventaire du patrimoine culturel de la France[40] de même que la  croix de chemin dite croix de la Rougerie ou aussi croix Laillé [41].

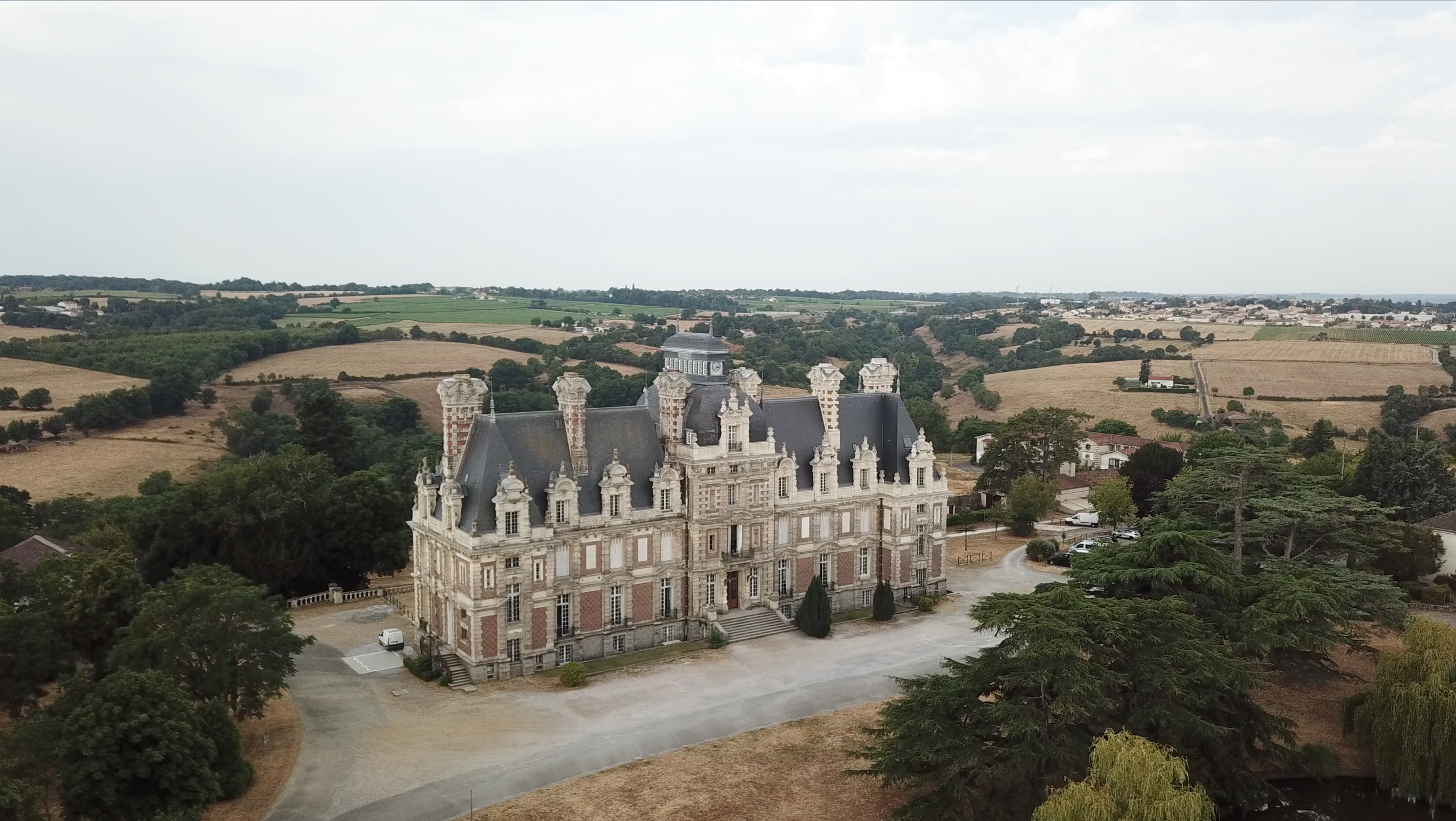
château de la Turmelière
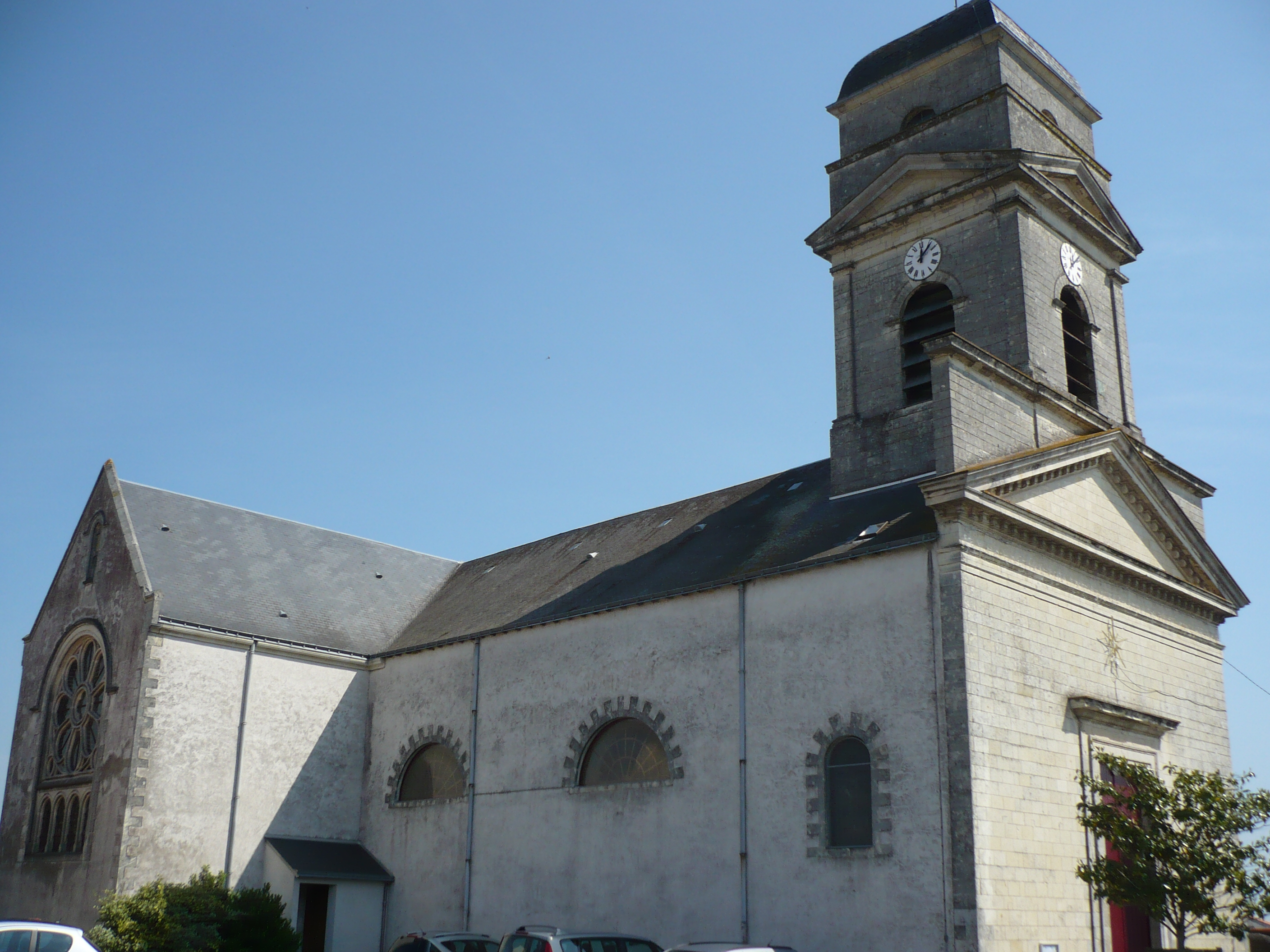
Église paroissiale Notre-Dame.
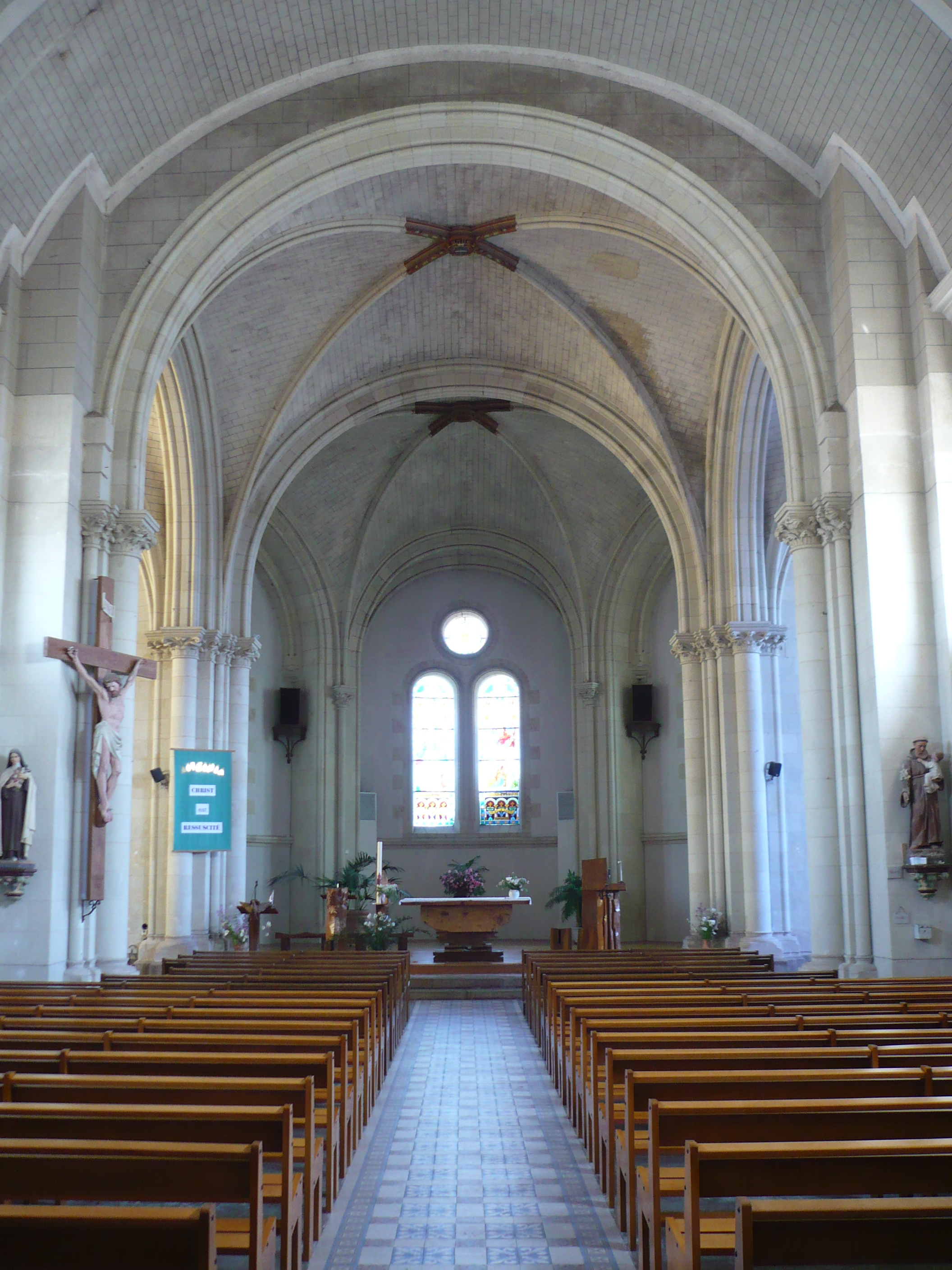
Vue de l'intérieur de l'église.

#### Autres lieux et monuments
- Château de la Turmelière, actuel château construit en 1887. Il est mentionné en lettres majuscules dans une flamme postale des années 1990 consacrée à la commune de Liré, incluant un portrait de J. du Bellay.
- Fours à chaux (détruits).
- Chapelle Beaulieu.

### Patrimoine culturel

#### Théâtre
Les Liréens disposent d'une salle de théâtre gérée par l'association Saint-Pierre qui  comprend les spectacles de la troupe de Variétés, les spectacles de chants de la Mem's compagnie et les représentations de la troupe de théâtre Liré'L. Ce lieu sert également à diverses associations culturelles pour leurs représentations et spectacles.[réf. nécessaire]

#### Musée

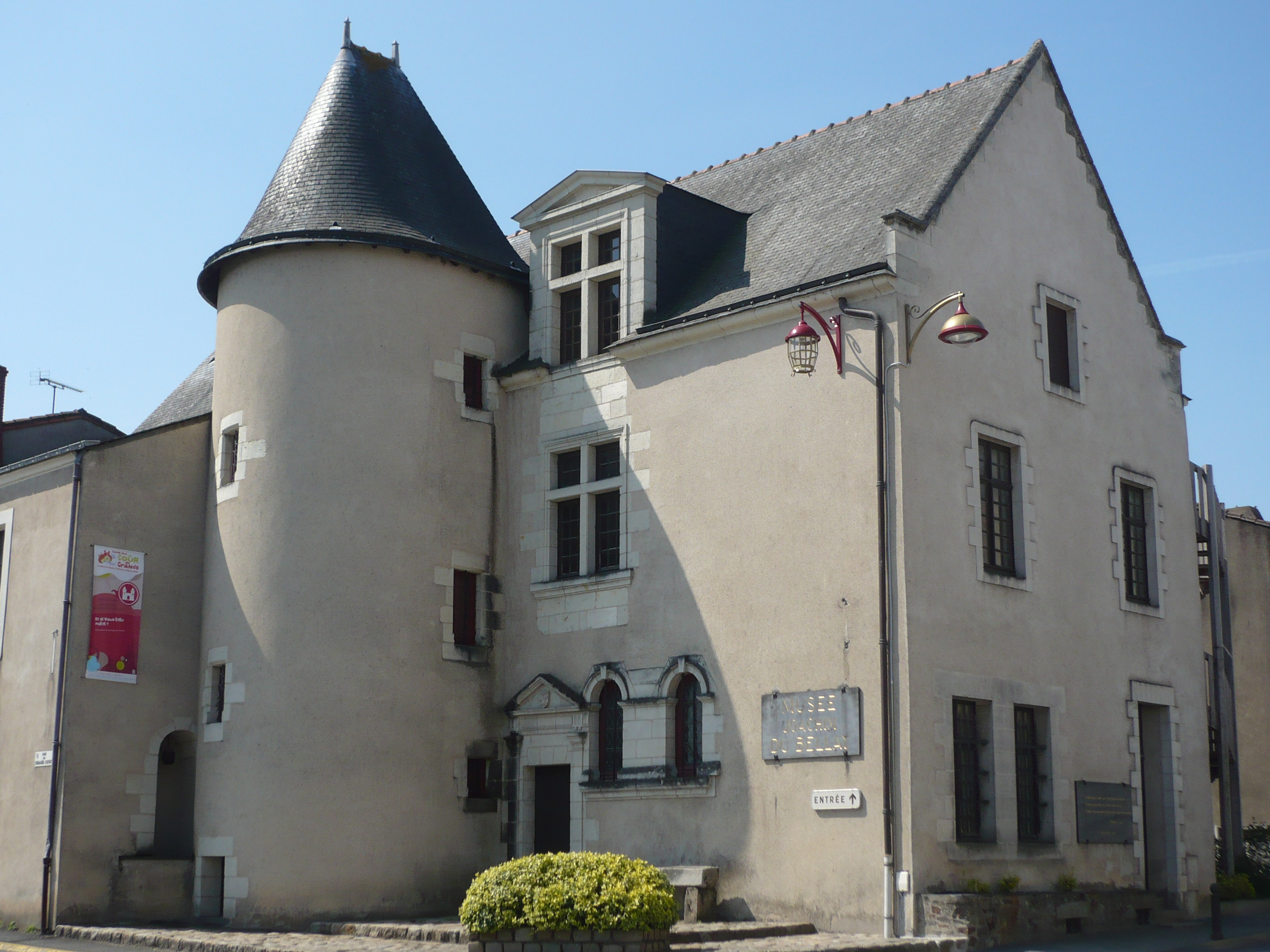
Musée Joachim-Du-Bellay.

Le musée Joachim-Du-Bellay, situé dans une demeure de 1521 ayant appartenu à la famille du Bellay, présente en cinq salles la vie et l’œuvre de l'écrivain de la Pléiade. Le bâtiment a été acquis dès 1957 par l'Association des Amis du Petit Lyré. Le bâtiment est devenu depuis propriété communale. Une cave est aménagée sous le bâtiment pour la Confrérie des compagnons vignerons de Liré.

#### Liré et la littérature
Joachim du Bellay a consacré le XXXIe sonnet de son recueil Les Regrets à sa ville natale :
Heureux qui, comme Ulysse, a fait un beau voyage,

Ou comme cestui-là qui conquit la toison,

Et puis est retourné, plein d'usage et raison,

Vivre entre ses parents le reste de son âge !

Quand reverrai-je, hélas, de mon petit village

Fumer la cheminée, et en quelle saison

Reverrai-je le clos de ma pauvre maison,

Qui m'est une province, et beaucoup davantage ?

Plus me plaît le séjour qu'ont bâti mes aïeux,

Que des palais romains le front audacieux,

Plus que le marbre dur me plaît l'ardoise fine :

Plus mon Loire gaulois, que le Tibre latin,

Plus mon petit Liré, que le mont Palatin,

Et plus que l'air marin la douceur angevine.

### Personnalités liées à la commune
- Joachim Du Bellay (1522-1560), poète né à Liré.
- Raymond Réthoré (1901-1986), homme politique né à Liré.

### Héraldique
| Liré | Blason ville de Liré : D'argent à la bande fuselée de gueules, accompagnée de six fleurs de lys d'azur mises en orle, trois en chef et trois en pointe. |